# Chano Urueta
Santiago Eduardo Urueta Sierra, més conegut com Chano Urueta (Mineral de Cusihuiriachi, estat de Chihuahua, Mèxic, 24 de febrer de 1904; Ciutat de Mèxic, 23 de març de 1979) va ser un director cinematogràfic, actor i escriptor que va destacar des de la primera meitat de la dècada dels trenta com un dels més dotats adaptadors de grans obres de la literatura universal.
Va escriure els guions d'El escándalo, basada en la novel·la de Pedro Antonio de Alarcón; Clemencia, en la novel·la d'Ignacio Manuel Altamirano; Hombres del mar, en la peça de teatre de Margarita Urueta; Los de abajo, en la novel·la homònima de Mariano Azuela; El conde de Montecristo, en la novel·la homònima d'Alexandre Dumas (pare), i El Corsario Negro, en l'obra d'aquest títol de Emilio Salgari.

## Primers anys de vida
Fill del diplomàtic i cèlebre tribú don Jesús Urueta i de Tarcila Sierra. Va estar casat amb Edelmira Orta Rodriguez i va tenir per fills a Marco Antonio, Luisa Lucia, Ileana Urueta Orta.

## Carrera
Chano va iniciar la seva carrera cinematogràfica en Hollywood amb la realització de la pel·lícula muda El destino (1929), que va deixar inconclusa i en la qual van actuar Emilio "Indio" Fernández i Mona Rico qui, segons es compta, va ser la responsable que s'interrompés la filmació perquè va fugir amb l'actor John Barrymore. Va venir posteriorment el curtmetratge sonor Gitanos (1930), produït per Warner Brothers, on també va participar "Indio" Fernández.
De retorn a Mèxic, es va incorporar al cinema nacional, després que segons ell mateix, va rebre dues fortes influències: del director soviètic Serguei Eisenstein i del polític mexicà José Vasconcelos.
Prolífic realitzador, la seva filmografia abasta 117 pel·lícules, entre les quals destaquen:: Jalisco nunca pierde (1937), Los hombres del mar (1938), Los de abajo (1939), La noche de los mayas (1939), El signo de la muerte (1939) (en la qual es veu una de les primeres actuacions protagonistes del llavors encara jove Mario Moreno Cantinflas, i per a la qual l'argument i l'adaptació van ser creats per Salvador Novo), El conde de Montecristo (1941), La bestia magnífica (1952), cinta que va iniciar el gènere cinematogràfic de la lluita lliure, que arribaria a ser molt reeixit.
A partir del llargmetratge El monstruo resucitado (1953) interpretat per l'actriu txeca Miroslava, Urueta es va convertir en un dels més destacats directors dels anys daurats del cinema de terror mexicà, el qual gana més admiradors cada any. A Urueta es deuen diverses obres molt apreciades pels admiradors d'aquest gènere, com La bruja (1954) amb Lilia del Valle; el 1962 El espejo de la bruja, amb Isabela Corona i Rosita Arenas, populars actrius de dues generacions, i la delirant El barón del terror, i a l'any següent, La cabeza viviente. A Urueta es deu també el llançament de l'heroi de lluita lliure Blue Demon en la seva primera aparició fílmica,, Blue Demon: El Demonio Azul, el 1965.
El cineasta també va participar en diverses pel·lícules com a actor, entre elles: Chanoc, dirigida per Rogelio A. González (1966), on va interpretar al vell Tsekub, i La xoca (1973), de "L'Indi" Fernández, on va fer el paper de l'avi. Urueta també va intervenir en produccions internacionals, com els clàssics nord-americans de Sam Peckinpah, Grup salvatge (1969) i Vull el cap d'Alfredo García (1974).
Com a escriptor, treballà: amb Roberto Rodríguez, a Viva mi desgracia (1943); amb Miguel M. Delgado, a El puente del castigo (1945) i a Asesinos en la noche (1956); amb Roberto Gavaldón a El socio (1945), amb Rolando Aguilar a Una aventura en la noche (1947) i amb René Cardona a El increíble profesor Zovek (1971).

## Filmografia
Com a director :
- 1928: El destino
- 1930: Gitanos
- 1933: Profanación
- 1934: El escándalo
- 1934: Enemigos
- 1934: Una mujer en venta
- 1935: Clemencia
- 1936: Sistemas de riego en Ciudad Delicias, Chihuahua y en Ciudad Anáhuac, Nuevo León
- 1937: Jalisco nunca pierde
- 1938: Canción del alma
- 1938: Hombres de mar
- 1938: María
- 1938: Mi candidato
- 1939: El signo de la muerte
- 1939: La noche de los mayas
- 1940: ¡Que viene mi marido!
- 1940: Los de abajo
- 1941: La liga de las canciones
- 1942: El Conde de Montecristo
- 1943: Ave sin nido
- 1943: El misterioso señor Marquina
- 1943: Guadalajara
- 1943: No matarás
- 1944: El camino de los gatos
- 1944: El Corsario Negro
- 1945: Camino de Sacramento
- 1945: El recuerdo de aquella noche
- 1946: El superhombre
- 1946: La noche y tú
- 1947: Mujer
- 1948: De pecado en pecado
- 1948: El deseo
- 1948: En los altos de Jalisco
- 1948: La carne manda
- 1948: La feria de Jalisco
- 1948: La norteña de mis amores
- 1948: La Santa del barrio
- 1948: Se la llevó el Remington
- 1948: Si Adelita se fuera con otro
- 1949: Dos almas en el mundo
- 1949: El abandonado
- 1949: El gran campeón
- 1949: No me quieras tanto...
- 1949: Rayito de luna
- 1949: Ventarrón
- 1949: Yo maté a Juan Charrasqueado
- 1950: Al son del mambo
- 1950: El desalmado
- 1950: La gota de sangre
- 1950: Mi preferida
- 1951: Del can-can al mambo
- 1951: La estatua de carne
- 1951: Manos de seda
- 1951: Peregrina
- 1951: Serenata en Acapulco
- 1952: El cuarto cerrado
- 1952: Mi campeón
- 1952: Música, mujeres y amor
- 1953: El monstruo resucitado
- 1953: La bestia magnífica (Lucha libre)
- 1953: Quiéreme porque me muero
- 1954: ¿Por qué ya no me quieres?
- 1954: La bruja
- 1954: La desconocida
- 1954: La perversa
- 1954: Se solicitan modelos
- 1955: El seductor
- 1955: El Túnel 6
- 1955: El vendedor de muñecas
- 1955: La rival
- 1956: La ilegítima
- 1956: Serenata en México
- 1957: El jinete sin cabeza
- 1957: El Ratón
- 1957: Furias desatadas
- 1957: La cabeza de Pancho Villa
- 1957: La marca de Satanás
- 1957: Secuestro diabólico
- 1958: El jinete negro
- 1959: Cuando se quiere se quiere
- 1959: Del suelo no paso
- 1959: Los Hermanos Diablo
- 1959: No soy monedita de oro
- 1960: Bala perdida
- 1960: El torneo de la muerte
- 1960: Herencia trágica
- 1960: Las canciones unidas
- 1960: Los tigres del ring
- 1960: Revolver en guardia
- 1960: Una bala es mi testigo
- 1960: Venganza fatal
- 1961: El hombre de la ametralladora
- 1961: Guantes de oro
- 1961: Tres Romeos y una Julieta
- 1962: Camino de la horca
- 1962: El asaltacaminos
- 1962: El barón del terror
- 1962: El espejo de la bruja
- 1962: Pilotos de la muerte
- 1963: La cabeza viviente
- 1963: La muerte en el desfiladero
- 1963: Los chacales
- 1964: Cinco asesinos esperan
- 1964: El ciclón de Jalisco
- 1964: El Robo al tren correo
- 1964: Lupe Balazos
- 1965: Demonio azul
- 1965: Especialista en chamacas
- 1966: Alma grande
- 1966: Blue Demon contra el poder satánico
- 1966: Los Gavilanes negros
- 1968: Blue Demon contra los cerebros infernales
- 1968: Blue Demon contra las diabólicas
- 1968: El As de oros
- 1968: La puerta y la mujer del carnicero
- 1973: Tu camino y el mío
- 1974: Los Leones del ring contra la Cosa Nostra
- 1974: Los Leones del ring

Com a guionista i adaptador
- 1934 : Almas encontradas
- 1937 : Jalisco nunca pierde
- 1938 : María
- 1939 : El signo de la muerte
- 1939 : La noche de los mayas
- 1940 : ¡Que viene mi marido!
- 1940 : Los de abajo
- 1941 : La Liga de las canciones
- 1942 : El conde de Montecristo
- 1943 : Ave sin nido
- 1943 : El misterioso señor Marquina
- 1943 : Guadalajara
- 1943 : No matarás
- 1944 : ¡Viva mi desgracia!
- 1944 : El camino de los gatos
- 1944 : Le Corsaire noir
- 1945 : El recuerdo de aquella noche
- 1946 : El puente del castigo
- 1946 : La noche y tú
- 1947 : Mujer
- 1948 : De pecado en pecado
- 1948 : El deseo
- 1948 : En los altos de Jalisco
- 1948 : La Feria de Jalisco
- 1948 : La Santa del barrio
- 1948 : Se la llevó el Remington
- 1948 : Si Adelita se fuera con otro
- 1948 : Una aventura en la noche
- 1949 : El abandonado
- 1949 : El Gran campeón
- 1949 : No me quieras tanto...
- 1949 : Rayito de luna
- 1949 : Ventarrón
- 1949 : Yo maté a Juan Charrasqueado
- 1950 : Al son del mambo
- 1950 : El desalmado
- 1951 : Del can-can al mambo
- 1951 : La estatua de carne
- 1951 : Manos de seda
- 1953 : El monstruo resucitado
- 1953 : La Bestia magnífica (Lucha libre)
- 1954 : La bruja
- 1954 : La perversa
- 1954 : Se solicitan modelos
- 1955 : El Túnel 6
- 1957 : Asesinos en la noche
- 1957 : El Ratón
- 1960 : Venganza fatal
- 1968 : Blue Demon contra las diabólicas
- 1972 : El increíble profesor Zovek

Com a actor
- 1939 : Una luz en mi camino de José Bohr
- 1967 : Chanoc de Rogelio A. González
- 1968 : Los cañones de San Sebastián de Henri Verneuil
- 1968 : La puerta y la mujer del carnicero (ómnibus)
- 1969 : Grupo Salvaje de Sam Peckinpah
- 1969 : Super Colt 38 de Federico Curiel
- 1969 : Todo por nada de Alberto Mariscal
- 1970 : Dos esposas en mi cama de Julián Soler
- 1970 : El hermano Capulina de Alfredo Zacarias
- 1970 : El pueblo del terror de René Cardona
- 1970 : Emiliano Zapata de Felipe Cazals
- 1971 : Furias bajo el cielo
- 1971 : Los dos hermanos de Emilio Gómez Muriel
- 1971 : El rancho del miedo de Anthony Carras
- 1971 : The Bridge in the Jungle de Pancho Kohner
- 1972 : Kalimán de Alberto Mariscal
- 1972 : The Wrath of God de Ralph Nelson
- 1973 : El capitán Mantarraya de Germán Valdés
- 1974 : Quiero la cabeza de Alfredo García de Sam Peckinpah
- 1974 : La Choca de Emilio Fernández
- 1974 : Las víboras cambian de piel de René Cardona Jr.
- 1974 : Once Upon a Scoundrel de George Schaefer
- 1975 : Un mulato llamado Martín de Tito Davison

Com a productor
- 1936: Sistemas de riego en Ciudad Delícias, Chihuahua y en Ciudad Anáhuac, Nuevo León.
- 1957: El ratòn.